# アミラル・ペルスヴァル (通報艦)
| アミラル・ペルスヴァル |                                                             |
| 艦歴                   |                                                             |
| 発注                   | ロシュフォール造船所                                        |
| 起工                   | 1872年                                                      |
| 進水                   | 1879年6月7日                                                |
| 就役                   | 1880年11月17日                                              |
| 退役                   |                                                             |
| その後                 | 1901年解体処分                                              |
| 除籍                   | 1901年1月1日                                                |
| 性能諸元（竣工時）     |                                                             |
| 排水量                 | 常備：778トン 満載：870トン                                 |
| 全長                   | 60.85m                                                      |
| 全幅                   | 8.54m                                                       |
| 吃水                   | 3.4m                                                        |
| 機関                   | 型式不明石炭専焼円缶3基 +レシプロ機関1基1軸推進             |
| 最大出力               | 600hp                                                       |
| 最大速力               | 7.0ノット（機関航行時）                                     |
| 航続距離               | -ノット/-海里（石炭:400トン）                               |
| 乗員                   | 将官・士官：7名 水兵：105～114名                            |
| 兵装                   | カネー 16cm（-口径）単装砲1基 カネー 14cm（-口径）単装砲2基 |

アミラル・ペルスヴァル (Aviso Amiral Perseval) はフランス海軍の通報艦で同型艦はない。

## 艦形と武装
本級の船体形状は当時、フランス海軍が主力艦から軽艦艇に至るまで主に導入していたタンブル・ホーム型船体である。これは、水線部から上の構造を複雑な曲線を用いて引き絞り、船体重量を軽減できる船体方式で、他国では帝政ロシア海軍やドイツ海軍、アメリカ海軍の前弩級戦艦や巡洋艦にも採用された。外見上の特徴として水線下部の艦首・艦尾は著しく突出し、かつ舷側甲板よりも水線部の部分が突出すると言った特徴的な形状をしている。このため、水線下から甲板に上るに従って船体は引き絞られ甲板面積は小さくなっている。これは、備砲の射界を船体で狭められずに広い射界を得られる船体形状であった。
船体の基本形状は水面下に衝角をもつ平甲板型船体に3本のマストを持ち、1番・2番マストの間に1本煙突を持っていた。艦首から1番マスト、船橋を持つ箱型の操舵艦橋の背後、1本煙突に2番マストと3番マストの順である。甲板上に主砲の16cm単装砲を1基、14cm単装砲2基を配置した。水面下は腐食防止のために鉄板の上にチーク材を貼り、その上から銅板を貼った。

## 参考図書
- 「Conway All The World's Fightingships 1860-1905」（Conway）